# غزال حقيقي
الغزال الحقيقي (بالإنجليزية: Eudorcas)‏ هو أحد أجناس الغزلان. كان جنس الغزال الحقيقي في الأصل يعتبر جُنيساً لجنس الغزال. ولكن في وقت لاحق غُير هذا التصنيف واعتبار الغزال الحقيقي جنساً من أجناس الغزال. الذي ينتمي لفُصيلة الظبائيات.

## الأنواع
| الصورة | الاسم العلمي  | النويعات                                          | الاسم الشائع                   | الموائل                   |
| ------ | ------------- | ------------------------------------------------- | ------------------------------ | ------------------------- |
|        | E. albonotata |                                                   | غزال مونغالا                   | جنوب السودان              |
|        | E. rufifrons  | - E. r. kanuri - E. r. laevipes - E. r. rufifrons | غزال أحمر الجبهة               | جنوب الصحراء الكبرى       |
|        | E. tilonura   |                                                   | غزال هيوجلين (الغزال الإريتري) | السودان، إريتريا، إثيوبيا |
|        | E. rufina     |                                                   | الغزال الأحمر                  | شمال إفريقيا              |
|        | E. thomsonii  | - E. t. nasalis - E. t. thomsonii                 | غزال طومسون                    | شرق إفريقيا               |